# Pressagny-l'Orgueilleux
Pressagny-l'Orgueilleux är en kommun i departementet Eure i regionen Normandie i norra Frankrike. Kommunen ligger i kantonen Écos som tillhör arrondissementet Les Andelys. År 2022 hade Pressagny-l'Orgueilleux 696 invånare.

## Befolkningsutveckling
Antalet invånare i kommunen Pressagny-l'Orgueilleux
Referens:INSEE